# ボジダル・スピリエフ
ボジダル・スピリエフ（ブルガリア語: Божидар Спириев / Bozhidar Spiriev あるいは Bojidar Spiriev、1923年 – 2010年1月10日）は、ブルガリアのゴツェ・デルチェフ出身の統計学者。国際陸上競技連盟の陸上得点表であるスコアリングテーブルを考案している。
1961年にハンガリーの幅跳びチャンピオンのイレン・クンと結婚しており、1992年にはハンガリーの国籍を手に入れている。前述のスコアリングテーブルは彼の国籍よりハンガリアンテーブルと呼ばれることも多い。陸上競技のデータベースサイトAll-Athletics.comの開設者でもある。
2010年1月10日、78歳で亡くなっている。